# Argutit
Argutit ist ein sehr selten vorkommendes Mineral aus der Mineralklasse der „Oxide und Hydroxide“ mit der chemischen Zusammensetzung GeO2 und damit chemisch gesehen Germanium(IV)-oxid (auch Germaniumdioxid).
Argutit kristallisiert im tetragonalen Kristallsystem und konnte bisher nur in Form von mikroskopisch kleinen Kristallen von bis zu 20 μm Größe entdeckt werden, die in Sphalerit eingebettete hypidiomorphe Kristalle. Das durchscheinende Mineral ist von grauschwarzer, im Auflichtmikroskop auch hellgrauer, Farbe.

## Etymologie und Geschichte
Die synthetische Verbindung Germaniumdioxid und deren Polymorphie ist durch die Untersuchungen von A. W. Laubengayer und P. L. Brandt mindestens seit 1932 bekannt. Die Kristallstruktur von Germaniumdioxid und einiger anderer Vertreter des Rutiltyps wurde 1956 durch Werner H. Baur endgültig entschlüsselt.
Als natürliche Mineralbildung wurde Germaniumoxid zusammen mit Carboirit (Fe2+Al2GeO5(OH)2) erstmals in der Lagerstätte Plan d'Argut bei Argut-Dessous im Département Haute-Garonne in der französischen Region Okzitanien entdeckt. Die Erstbeschreibung erfolgte 1983 von Z. Johan, E. Oudin und Paul Picot, die dem Mineral nach dessen Typlokalität den Namen Argutit gaben.
Das Typmaterial des Minerals wird in der Mines ParisTech (auch École nationale supérieure des mines, ENSM) aufbewahrt.

## Klassifikation
Da der Argutit erst 1980 als eigenständiges Mineral anerkannt wurde, ist er in der seit 1977 veralteten 8. Auflage der Mineralsystematik nach Strunz noch nicht verzeichnet. Einzig im Lapis-Mineralienverzeichnis nach Stefan Weiß, das sich aus Rücksicht auf private Sammler und institutionelle Sammlungen noch nach dieser alten Form der Systematik von Karl Hugo Strunz richtet, erhielt das Mineral die System- und Mineral-Nr. IV/D.02-45. In der „Lapis-Systematik“ entspricht dies der Klasse der „Oxide und Hydroxide“ und dort der Abteilung „Oxide mit [dem Stoffmengen]Verhältnis Metall : Sauerstoff = 1 : 2 (MO2 & Verwandte)“, wo Argutit zusammen mit Kassiterit, Paratellurit, Plattnerit, Pyrolusit, Rutil und Tripuhyit die „Rutil-Gruppe“ bildet (Stand 2018).
Die seit 2001 gültige und von der International Mineralogical Association (IMA) bis 2009 aktualisierte 9. Auflage der Strunz’schen Mineralsystematik ordnet den Argutit ebenfalls in die Abteilung der „[Oxide mit dem Stoffmengenverhältnis] Metall : Sauerstoff = 1 : 2 und vergleichbare“ ein. Diese ist allerdings weiter unterteilt nach der relativen Größe der beteiligten Kationen und der Kristallstruktur, so dass das Mineral entsprechend seiner Zusammensetzung in der Unterabteilung „Mit mittelgroßen Kationen; Ketten kantenverknüpfter Oktaeder“ zu finden ist, wo es zusammen mit Kassiterit, Plattnerit, Pyrolusit, Rutil, Tripuhyit, Tugarinovit und Varlamoffit die „Rutilgruppe“ mit der System-Nr. 4.DB.05 bildet.
Auch die vorwiegend im englischen Sprachraum gebräuchliche Systematik der Minerale nach Dana ordnet den Argutit in die Klasse der „Oxide und Hydroxide“ und dort in die Abteilung der „Oxide“ ein. Hier ist er zusammen mit Ilmenorutil, Kassiterit, Plattnerit, Pyrolusit, Rutil, Squawcreekit, Stishovit und Strüverit in der „Rutilgruppe (Tetragonal: P42/mnm)“ mit der System-Nr. 04.04.01 innerhalb der Unterabteilung „Einfache Oxide mit einer Kationenladung von 4+ (AO2)“ zu finden.

## Chemismus
In der idealen (theoretischen) Zusammensetzung besteht Argutit (GeO2) aus Germanium (Ge) und Sauerstoff (O) im Stoffmengenverhältnis von 1 : 2, was einem Massenanteil (Gewichts-%) von 69,42 Gew.-% Ge und 30,58 Gew.-% O (= 100 %) entspricht.
Insgesamt sieben Mikrosondenanalysen am Typmaterial aus der Lagerstätte Plan d'Argut ergaben allerdings eine abweichende Zusammensetzung von 95,82 Gew.-% GeO2 mit zusätzlichen Beimengungen von 0,17 Gew.-% MnO2, 1,20 Gew.-% FeO und 3,03 Gew.-% ZnO.

## Kristallstruktur
Argutit kristallisiert in der tetragonalen Raumgruppe P42/mnm (Raumgruppen-Nr. 136) mit den Gitterparametern a = 4,40 Å und c = 2,86 Å sowie zwei Formeleinheiten pro Elementarzelle.

## Bildung und Fundorte
Argutit bildete sich in einer Zinklagerstätte in metamorphem Sedimentgestein. Als Begleitminerale können neben Sphalerit unter anderem noch Kassiterit, Siderit und selten auch Briartit auftreten.
Außer an seiner Typlokalität, der Lagerstätte Plan d'Argut sowie der nahe gelegenen Lagerstätte Rimbatz bei Argut-Dessous trat das Mineral im Département Haute-Garonne noch an mehreren Fundstellen bei Bagnères-de-Luchon, Melles und Saint-Béat zutage. Daneben fand es sich in der Region Okzitanien noch bei Saubé, Sentein-Bentaillou und Carboire nahe Saint-Girons im Département Ariège und bei Lèches nahe Lourdes im Département Hautes-Pyrénées.
Des Weiteren kennt man Argutit nur noch aus Mineralproben, die im Kontinentalschelf vor der Küste Namibias und in der Mangan-Lagerstätte der Grube Arschitza (englisch Arșița Mine) etwa 4 km entfernt von Iacobeni im rumänischen Kreis Suceava (Stand 2020).